# Włókna białe
Włókna białe – typ włókien występujących w mięśniu poprzecznie prążkowanym (szkieletowym). W porównaniu do włókien czerwonych, posiadają więcej miofibryli oraz większą ilość zgromadzonego glikogenu i enzymów niezbędnych do glikogenolizy (uwalnianie energii w warunkach beztlenowych), a mniej mioglobiny (stąd ich jaśniejszy kolor). Kurczą się szybko i silnie, ale też szybko się męczą i są gorzej przystosowane do długotrwałej pracy. Organizm wykorzystuje je głównie przy krótkotrwałych wysiłkach o dużym nasileniu.